# Triquivijate
Triquivijate es una localidad española del municipio de Antigua, perteneciente a la provincia de Las Palmas, en la comunidad autónoma de Canarias.

## Toponimia
El lugar puede aparecer referido como «Triquivijate» y «Triguivijate».

## Historia
Hacia mediados del siglo XIX, el lugar era referido como un pago ya perteneciente al ayuntamiento de Antigua. Aparece descrito en el decimoquinto volumen del Diccionario geográfico-estadístico-histórico de España y sus posesiones de Ultramar de Pascual Madoz con las siguientes palabras:

TRIGUIVIJATE: pago dependiente de la Antigua en la isla de Fuerteventura, prov. de Canarias, part. jud. de Teguise. sit. en declive suave en direcion á Levante; su vega que en años abundantes de lluvia es fertilísima, no produce nada en años escasos; y su cosecha consiste, como los demas, en trigo, cebada, barrilla y cochinilla, cultivo que podria adelantarse si se mirara con mayor celo é interes; se cria ganado lanar, cabrio y camellar. Tiene una ermita bajo la advocacion de San Isidro, en la que se dice misa los dias festivos á espensas del vecind. En su costa y puerto que llaman de Caleta de Fustes, puerto en el dia muy poco frecuentado, hay un buen carenero, que casi todo está inútil por los lastres que los buques del tráfico de las islas arrojaron en él: le defiende un cast. regular denominado de Caletafuste, que en la actualidad está tambien abandonada por la falta de concurrencia de barbos. pobl., riqueza y contr.: con el ayunt. de la Antigua (V.).
(Madoz, 1849, p. 157)

En 2022, la entidad singular de población tenía empadronados 1168 habitantes y el núcleo de población, 1057.

## Patrimonio
Hay en la localidad una ermita de San Isidro Labrador.